# Gmina Lipinki
Die Gmina Lipinki ist eine Landgemeinde im Powiat Gorlicki der Woiwodschaft Kleinpolen in Polen. Ihr Sitz ist das gleichnamige Dorf mit 2157 Einwohnern (2009).

## Gliederung
Zur Landgemeinde (gmina wiejska) Lipinki gehören folgende Dörfer mit sieben Schulzenämtern:
Bednarka-Centrum
Bednarskie
Kryg
Lipinki
Pagorzyna
Rozdziele
Wójtowa